# 예그린뮤지컬어워드
예그린뮤지컬어워드(Yegreen Musical Award)는 예그린뮤지컬어워드 조직위원회와 중구문화재단 충무아트센터가 주최하는 뮤지컬 시상식이다. 한국 뮤지컬 산업의 발전을 도모하고 뮤지컬 관계자들의 노고를 치하하기 위한 행사다. 시상식의 최고상인 예그린대상은 한 해 동안 창작뮤지컬의 발전에 기여했거나 그해 가장 주목할만한 작품·인물·단체에 주어진다.
이후, 이 시상식은 2019년 제8회 시상식을 마지막으로 운영에 차질이 생기며 중단되었다.

## 역사
2012년 서울뮤지컬페스티벌(SMF) 행사 중 하나로 국내 창작 뮤지컬만을 대상으로 한 '예그린어워드'가 개최됐다. '예그린'이라는 명칭은 1966년 국내 최초의 창작 뮤지컬 《살짜기 옵서예》를 제작한 예그린 악단을 기리기 위해 붙여졌다. 2016년 제5회 시상식부터는 규모를 확대해 '예그린뮤지컬어워드'라는 이름으로 개최했다. 또한 심사대상을 기존 창작뮤지컬에서 라이선스 뮤지컬까지 넓혔다.

## 역대 수상자(작)

### 2012년 제1회
- 일시 : 2012년 8월 13일
- 장소 : 충무아트홀 중극장 블랙
- 진행 : 성기윤, 정영주

| 부문                      | 수상자                       | 작품                       |
| ------------------------- | ---------------------------- | -------------------------- |
| 예그린상                  | 윤호진 에이콤인터내셔날 대표 |                            |
| 최고작품상                |                              | 《영웅》                   |
| 혁신상                    |                              | 《모비 딕》                |
| 흥행상                    |                              | 《광화문 연가》            |
| 재공연상                  |                              | 《영웅》                   |
| 연출상                    | 노우성                       | 《셜록 홈즈》              |
| 극본상                    | 노우성                       | 《설록 홈즈》              |
| 작사작곡상                | 조광화, 윤일상               | 《서편제》                 |
| 안무상                    | 정도영                       | 《스트릿 라이프》          |
| 남우주연상                | 정성화                       | 《영웅》                   |
| 여우주연상                | 차지연                       | 《서편제》                 |
| 남우조연상                | 양준모                       | 《서편제》                 |
| 여자조연상                | 백주희                       | 《막돼먹은 영애씨》        |
| 남자신인상                | 조강현                       | 《셜록 홈즈》              |
| 여자신인상                | 이자람                       | 《서편제》                 |
| 무대미술상                | 박동우                       | 《영웅》                   |
| 무대기술상                | 오민호 (영상)                | 《영웅》                   |
| 무대음악상                | 정예경                       | 《모비 딕》                |
| 아동청소년부문 최고작품상 |                              | 《비틀깨비》               |
| 아동청소년부문 연출상     | 허승민                       | 《비틀깨비》               |
| 아동청소년부문 작사작곡상 | 신경미, 권혁미               | 《비틀깨비》               |
| 아동청소년부문 음악상     | 신동일                       | 《문지기 문지기 문열어라》 |
| 배우가 뽑은 배우상        | 정성화                       |                            |
| 배우가 뽑은 스태프상      | 김문정 음악감독              |                            |
| 스태프가 뽑은 배우상      | 정성화                       |                            |
| 스태프가 뽑은 스태프상    | 이지나 연출가                |                            |

### 2013년 제2회
- 일시 : 2013년 8월 8일
- 장소 : 충무아트홀 대극장
- 진행 : 원기준

| 부문                                 | 수상자               | 작품                 |
| ------------------------------------ | -------------------- | -------------------- |
| 예그린상                             | CJ크리에이티브마인즈 |                      |
| 혁신상                               |                      | 《심야식당》         |
| 흥행상                               |                      | 《그날들》           |
| 아시테지상 (아동청소년부문 뮤지컬상) |                      | 《하얀 눈썹 호랑이》 |
| 배우가 뽑은 스태프상                 | 장소영 음악감독      |                      |
| 스태프가 뽑은 배우상                 | 한지상               |                      |

### 2014년 제3회
- 일시 : 2014년 8월 4일
- 장소 : 충무아트홀 컨벤션센터

| 부문                                 | 수상자              | 작품              |
| ------------------------------------ | ------------------- | ----------------- |
| 예그린상                             | 창작산실            |                   |
| 흥행상                               |                     | 《프랑켄슈타인》  |
| 아시테지상 (아동청소년부문 뮤지컬상) |                     | 《브레멘 음악대》 |
| 배우가 뽑은 스태프상                 | 정승호 무대디자이너 |                   |
| 스태프가 뽑은 배우상                 | 박은태              |                   |

### 2015년 제4회
- 일시 : 2015년 8월 24일
- 장소 : 충무아트홀 소극장 블루
- 사회 : 이건명

| 부문                                 | 수상자                          | 작품               |
| ------------------------------------ | ------------------------------- | ------------------ |
| 예그린상                             | 송승환 PMC프러덕션 예술총감독   |                    |
| 혁신상                               |                                 | 《난쟁이들》       |
| 흥행상                               |                                 | 《그날들》         |
| 리메이크상                           |                                 | 《마마 돈 크라이》 |
| 아시테지상 (아동청소년부문 뮤지컬상) |                                 | 《뚝딱하니 어흥!》 |
| 크리에이티브상                       | 황미나 (작곡), 이지현 (작,작사) | 《난쟁이들》       |
| 디자이너상                           | 정재진 (영상디자이너)           | 《신과 함께》      |
| 올해의 배우상                        | 유준상                          | 《그날들》         |
| 올해의 신인상                        | 루이스 초이                     | 《파리넬리》       |
| 배우가 뽑은 스태프상                 | 고선웅 연출가                   |                    |
| 스태프가 뽑은 배우상                 | 조형균                          |                    |

### 2016년 제5회
- 일시 : 2016년 11월 7일
- 장소 : 충무아트센터 대극장
- 진행 : 유준상, 서현, 한지상

| 부문                | 수상자                    | 작품                           |
| ------------------- | ------------------------- | ------------------------------ |
| 예그린대상          | 故김의경 (극작가, 연출가) |                                |
| 올해의 뮤지컬상     |                           | 《마타하리》                   |
| 혁신상              |                           | 《아랑가》                     |
| 베스트 리바이벌상   |                           | 《로기수》                     |
| 베스트 외국뮤지컬상 |                           | 《킹키 부츠》                  |
| 남우주연상          | 강필석                    | 《아랑가》                     |
| 여우주연상          | 김소현                    | 《명성황후》                   |
| 남우조연상          | 지창욱                    | 《그날들》                     |
| 여우조연상          | 최유하                    | 《형제는 용감했다》            |
| 연출상              | 변정주                    | 《아랑가》                     |
| 극본상              | 김유현                    | 《라흐마니노프》               |
| 각색번안상          | 김수빈                    | 스위니 토드》                  |
| 음악상              | 민찬홍 (작곡)             | 《더맨인더홀》                 |
| 안무상              | 신선호                    | 《로기수》                     |
| 무대예술상          | 오필영 (무대)             | 《마타하리》                   |
| 남자신인상          | 고훈정                    | 《더맨인더홀》                 |
| 여자신인상          | 이지수                    | 《프랑켄슈타인》               |
| 공로상              | SBS문화콘텐츠사업팀       |                                |
| 남자인기상          | 조승우 김준수             | 《베르테르》 《도리안 그레이》 |
| 여자인기상          | 옥주현 구원영             | 《마타하리》 《도리안 그레이》 |

### 2017년 제6회
- 일시 : 2017년 11월 20일
- 장소 : 충무아트센터 대극장
- 진행 : 남경주, 박경림

| 부문                          | 수상자                      | 작품                        |
| ----------------------------- | --------------------------- | --------------------------- |
| 예그린대상                    |                             | 《빨래》                    |
| 올해의 뮤지컬상               |                             | 《어쩌면 해피엔딩》         |
| 혁신상                        |                             | 《꾿빠이, 이상》            |
| 베스트 리바이벌상             |                             | 《마타하리》                |
| 베스트 외국뮤지컬상           |                             | 《오! 캐롤》                |
| 남우주연상                    | 양준모                      | 《영웅》                    |
| 여우주연상                    | 차지연                      | 《마타하리》                |
| 남우조연상                    | 이정열                      | 《서편제》                  |
| 여우조연상                    | 유리아                      | 《여신님이 보고 계셔》      |
| 앙상블상                      |                             | 《벤허》                    |
| 연출상                        | 김동연                      | 《어쩌면 해피엔딩》         |
| 극본상                        | 박해림                      | 《나와 나타샤와 흰 당나귀》 |
| 음악상                        | 윌 애럴슨 (작곡)            | 《어쩌면 해피엔딩》         |
| 안무상                        | 예효승                      | 《꾿빠이, 이상》            |
| 무대예술상                    | 여신동 (무대디자인)         | 《꾿빠이, 이상》            |
| 외국뮤지컬부문 크리에이티브상 | 오필영 (무대) 이우형 (조명) | 《매디슨 카운티의 다리》    |
| 남자신인상                    | 허도영                      | 《밀사》                    |
| 여자신인상                    | 김히어라                    | 《찌질의 역사》             |
| 남자인기상                    | 박시환                      | 《찌질의 역사》             |
| 여자인기상                    | 전미도                      | 《어쩌면 해피엔딩》         |